# Ingrid Tørlen
Ingrid Tørlen (* 21. Juli 1979 in Ålesund) ist eine norwegische Beachvolleyball-Spielerin.

## Karriere
Tørlen sammelte ihre ersten internationalen Erfahrungen 2001 bei den Macau Open und beim Grand Slam in Marseille mit Cecilie Kristine Josefsen. Im folgenden Jahr absolvierte sie in Madrid ihr erstes gemeinsames Turnier mit ihrer langjährigen Partnerin Nila Ann Håkedal. 2003 erreichte das Duo den neunten Platz bei der Europameisterschaft in Alanya und den 17. Rang bei der Weltmeisterschaft in Rio de Janeiro. Ein Jahr später beendeten Håkedal/Tørlen das kontinentale Turnier in Timmendorfer Strand auf Platz 19. Das gleiche Resultat gab es bei den Olympischen Spielen 2004 in Athen. Die zweite WM-Teilnahme endete 2005 in Berlin wieder auf dem 17. Rang. 2006 erreichten die beiden Norwegerinnen bei zwölf internationalen Turnieren in Serie Top-Ten-Platzierungen. Zu Beginn des folgenden Jahres gelang ihnen in Shanghai erstmals der Einzug in ein Endspiel; sie unterlagen den Chinesinnen Jia Tian / Jie Wang erst im Tiebreak mit 13:15. Nach Platz 17 bei der Weltmeisterschaft in Gstaad feierten sie kurz darauf bei der Europameisterschaft in Valencia als Dritte ihren bis dahin größten Erfolg. Das nächste kontinentale Turnier verlief noch besser. 2008 in Hamburg verloren Håkedal/Tørlen das Finale gegen das deutsche Duo Sara Goller / Laura Ludwig, nachdem sie zuvor im Halbfinale ihre Landsleute Glesnes / Maaseide bezwungen hatten. Bei den Olympischen Spielen 2008 in Peking schafften sie es als Neunte ebenfalls in die Top Ten, während es 2009 bei der Weltmeisterschaft vor eigenem Publikum in Stavanger nur zum 17. Platz reichte. Nach dem neunten Rang bei der Europameisterschaft in Sotschi verabschiedete sich Håkedal noch im gleichen Jahr bei den Phuket Open von den internationalen Turnieren.
2010 bestritt Tørlen jeweils sechs Turniere mit Janne Kongshavn und Vilde Solvoll ohne nennenswerte Erfolge. Bei zwei chinesischen Open-Turnieren in Sanya und Shanghai bildete sie 2011 erstmals ein neues Duo mit der nach einem Jahr Pause zurückgekehrten Kathrine Maaseide.